# Thomas Tomone
Thomas Tomone est un personnage de la série télévisée Skins interprété par Merveille Lukeba.

## Biographie du personnage
Thomas Tomone est un jeune Congolais immigré à Bristol, en Angleterre. Dès sa première journée en Angleterre, il découvre le racisme, la méchanceté et la malhonnêteté des gens, ce qu'il ne connaissait pas dans son pays. Il fait la connaissance de Effy Stonem et Pandora Moon, et tombe vite sous le charme de Pandora. Pour pouvoir payer son loyer, il décide de vendre de la drogue dans des fêtes. Il se découvre également un talent de rappeur et des nouveaux amis. Thomas tient beaucoup à sa famille, qu'il appelle souvent.

## Histoire du personnage

### Dans la saison 3
Thomas tombe amoureux de Pandora Moon, qu'il embrasse pour la première fois dans une serre de cannabis. Thomas adore le côté un peu gamine de Pandora et lorsque Pandora décide de lui offrir son corps, Thomas se trouve interrompu par sa mère qui, choquée par son comportement de fêtard, décide de le renvoyer à la maison, dans son pays. Pandora est très blessée par cette rupture.
Il revient toutefois à Bristol à la fin de l'épisode consacré à la jeune fille, sa mère ayant changé d'avis et l'ayant autorisé à vivre à Bristol. Mais les choses ont changé : Pandora a offert sa virginité à Cook, abattue par le départ de Thomas et désireuse de vivre des expériences sexuelles. Elle continue à coucher avec lui dans les épisodes suivants, et Thomas l'apprend finalement dans l'épisode JJ, lorsque ce dernier, excédé du peu d'attention que lui accordent ses amis, donne une de ses pilules spéciales à Cook. Ce dernier, surexcité par les produits, déclenche une bagarre dans la boîte de nuit dans laquelle s'est rendu le groupe, poussant Freddie à lui venir en aide malgré le contentieux entre eux. Sous l'influence des médicaments, il confie à Freddie que s'il couche régulièrement avec Effy, cette dernière est en réalité amoureuse de Freddie. Il confie ensuite coucher avec Pandora pour compenser la vacuité de sa vie amoureuse, alors que Thomas les a rejoints, ce qui rend furieux ce dernier.
Lorsque le groupe part camper dans l'épisode Effy, Thomas choisit de ne rien dire à Pandora. Toutefois, Cook, qui n'avait pas été invité à rejoindre le groupe, finit par les rattraper et dévoile la vérité. Furieux, Thomas repart à Bristol. Dans l'épisode consacré à Katie et Emily, il décide de pardonner à Pandora.

### Dans la saison 4
Thomas travaille désormais dans une boîte de nuit. Bien payé, ce travail lui permet d'entretenir sa mère, son frère et sa sœur. Mais un jour, une fille se suicide dans cette boîte, et Thomas recherche qui lui a fourni de la drogue. Le patron de la boîte de nuit le renvoie, afin d'être sûr qu'il ne dira rien. Thomas culpabilise à cause de l'incident et finit par tromper Pandora. Il continue ensuite à traîner avec le groupe, espérant que sa copine lui pardonne, mais cette dernière n'en démord pas. À la fin de la saison, alors que Thomas s'est découvert un talent à la course à pied, il rencontre un entraîneur qui lui propose de le suivre et lui apprend qu'en tant que sportif, il peut obtenir une bourse pour aller à Harvard. Il s'avère que Panda a elle aussi été accepté à Harvard pour faire des études d'histoires, ce qui présage une réconciliation pour le jeune couple.